# Museum Pankow
Das Museum Pankow ist eine Einrichtung des Berliner Bezirks Pankow. Schwerpunkt der musealen Arbeit sind die zahlreichen Sonderausstellungen, welche die Dauerausstellungen an den Museumstandorten Prenzlauer Allee, Heynstraße und Dunckerstraße ergänzen. Es hat seinen Ursprung in drei Sammlungen der ehemaligen Stadtbezirke Pankow, Prenzlauer Berg und Weißensee aus der Zeit vor dem Mauerfall.

## Vorgeschichte
Das Museum Pankow entstand aus der Zusammenlegung von Prenzlauer Berg Museum, Panke-Museum, Chronik Pankow und dem Stadtgeschichtlichem Museum Weißensee zum Museumsverbund Pankow. Im Stadtbezirk Pankow hatte sich in den 1980er ein Verein gegründet, der als Chronik Pankow Dokumente und Bildmaterial zur Entwicklung und zu Bauten, Grünanlagen sowie Personen aus Pankow zusammengetragen hat und für Forschungen zur Verfügung stellte. Grundlage war ein Privatarchiv von Rudolf Dörrier, der 1945 mit dem gezielten Sammeln von Heimatdokumenten begonnen hatte.
Seit 2012 wird auf die Bezeichnung Museumsverbund Pankow verzichtet und die Einrichtung trägt den Namen Museum Pankow. Museumsleiter ist seit 1992 Bernt Roder.
Die Anlage von Sammlungen zur Ortsgeschichte begann in Prenzlauer Berg und Weißensee anlässlich der 750-Jahr-Feier der Stadt Berlin im Jahr 1987, unter anderem als Heimatgeschichtliches Kabinett.
Seitdem werden eine Zeitungsausschnittsammlung (ab 1945) und eine Chronik zu Ereignissen im Bezirk im Archiv geführt. Die Museumsräume in Weißensee in der Pistoriusstraße 8 wurden als Museumsstandort aufgegeben.
Neben den Dauerausstellungen finden zahlreiche weitere temporäre Ausstellungen, Führungen, Lesungen und Vorträge im gesamten Bezirk statt. Darüber hinaus werden mit Pankower Schulklassen Projektwochen zu Themen der Regionalgeschichte durchgeführt.

## Standorte und Dauerausstellungen

### Standort Prenzlauer Allee

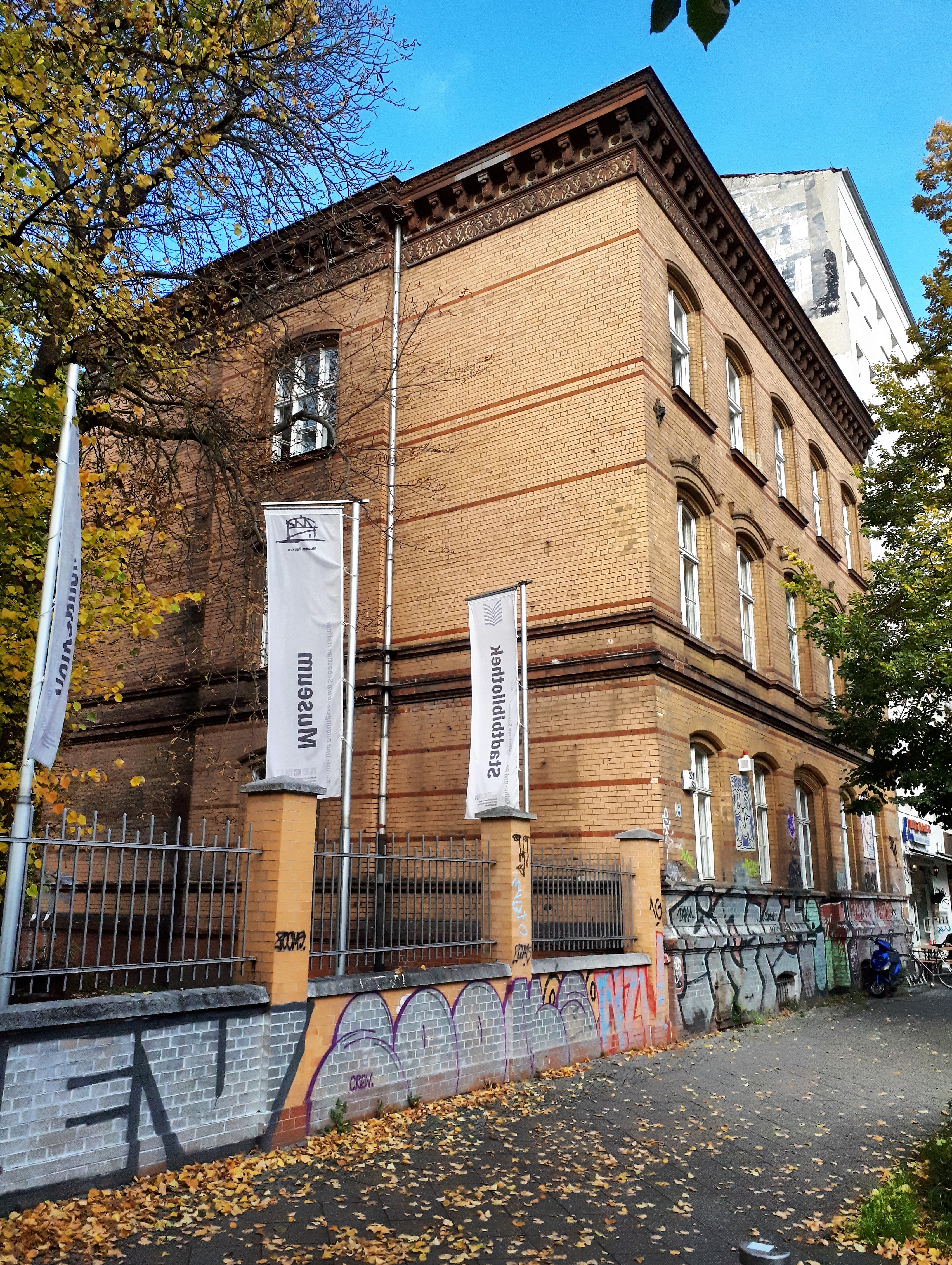
Ehemaliges Wohngebäude an der Prenzlauer Allee neben dem Eingang des Kultur- und Bildungszentrums „Sebastian Haffner“

Der Hauptstandort des Museums befindet sich im Kultur- und Bildungszentrum Sebastian Haffner inmitten des Ortsteils Berlin-Prenzlauer Berg, Postadresse Prenzlauer Allee 227/228. Der Gebäudekomplex umfasst das 1886 von Hermann Blankenstein errichtete Schulgebäude an der Mühlhauser Straße 8 mit Hof, Turnhalle und einem Wohngebäude. Er beherbergt im Schulgebäude neben Museumsarchiv und -bibliothek, der Dauerausstellung Gegenentwürfe eine Stadtteilbibliothek sowie eine der beiden Hauptlehrstätten der Volkshochschule Pankow. Die Aula nutzt das Museum für Sonderausstellungen und Veranstaltungen. Seit dem Jahr 2004 dienen die ehemalige Turnhalle und der Hof dem Museum als Ausstellungsräume. Das ehemalige Wohngebäude des Schulpersonals an der Prenzlauer Allee beherbergt Verwaltungsräume des Museums und der Volkshochschule.

### Standort Heynstraße

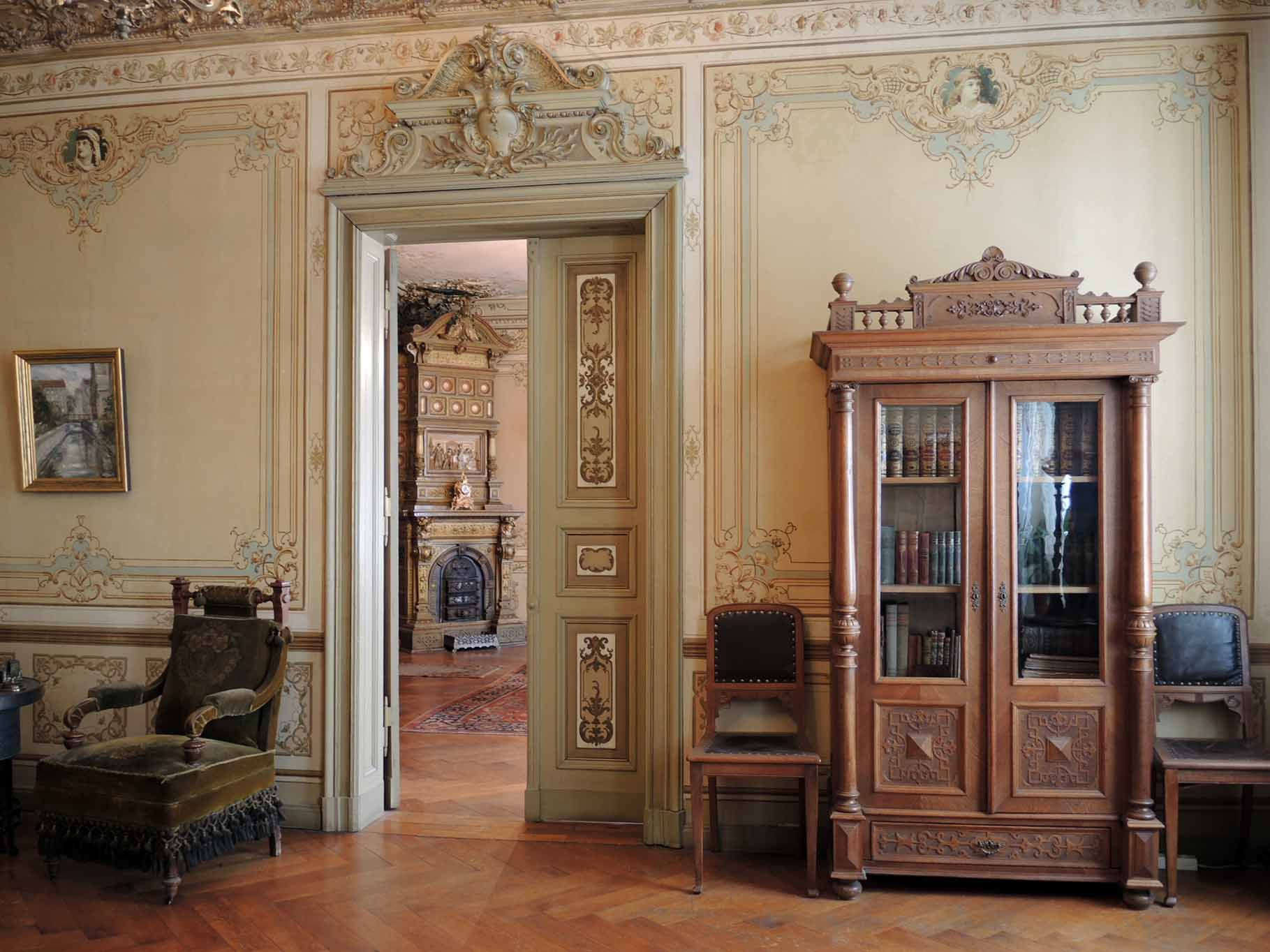
Ausstellung Heynstraße, Museum Pankow

Der Museumsstandort befindet sich in der Heynstraße 8 im Ortsteil Pankow. Im ehemaligen Wohnhaus des Fabrikanten Fritz Heyn können zwei bürgerliche Repräsentationsräume in ihrer originalen Ausstattung (Stuck, Bemalung und Möblierung) besichtigt werden. Daneben sind auch Treppenhaus, Vorgarten, Hof und Gartenanlage erhalten und zugänglich. Sonderausstellungen und Veranstaltungen zu Aspekten bürgerlichen Lebens um 1900 ergänzen das Museumsangebot.
Die Wohnung wurde Anfang der 1970er entdeckt und im Januar 1974 als musealer Standort geöffnet.
Vom 19. Mai bis 20. November 2022 findet am Standort Heynstraße die Sonderausstellung Verdienter Bürger oder NS-Täter? Die Lebensgeschichte des Chronisten Rudolf Dörrier statt.

### Standort Dunckerstraße
Kontrastiert wird diese Dokumentation bürgerlicher Wohnkultur durch die Dauerausstellung in einer Wohnung des Hauses Dunckerstraße 77 im Ortsteil Prenzlauer Berg, die unter dem Titel „Zimmermeister Brunzel baut ein Mietshaus“ das proletarische und kleinbürgerliche Wohnen um 1900 in Berlin dokumentiert.

## Archiv
Am Hauptstandort im ehemaligen Schulgebäude verfügt das Museum Pankow über umfangreiche Archivalien und Sammlungsgegenstände zur Geschichte der drei ehemaligen Bezirke Prenzlauer Berg, Weißensee und Pankow. Darüber hinaus steht dort im Lesesaal den Archivnutzern und angemeldeten Besuchern eine regionalgeschichtliche Präsenzbibliothek zur Verfügung.
In der Datenbank des Archivs waren 2013 mehr als 5 000 Bücher, 70 000 Fotos, 4 237 Postkarten und 648 Karten und Plänen digital eingestellt. Darüber hinaus sind fast 1 500 Plakate einsehbar. Eine Kostbarkeit des Archivs sind 150 Glasnegative aus der Werkstatt Max Skladanowskys sowie 800 Dias von 1925 aus der Bildstelle Pankow.  Leider noch nicht recherchierbar ist der umfangreiche Objektbestand mit bis zu 10 000 Gegenständen, darunter eine englische 5-Zentner-Bombe.